# キープカルム
キープカルム（欧字名:Keep Calm、2021年4月8日 - ）は、日本の競走馬。主な勝ち鞍に2025年のしらさぎステークス。
馬名の意味は、冷静を保つ。

## 経歴

### 2歳（2023年）
2023年10月8日、京都競馬場第5レースの2歳新馬戦（芝1800m）で、鞍上に岩田望来を起用しデビューした。中団に付けると、外から先頭に差を詰めて行く。直線では、早めに先頭に立ったジャンタルマンタルを追ったが、届かず2着に敗れた。次戦は、2歳未勝利戦に出走。鮫島克駿との新コンビとなった。好スタートを切ると、馬群の前目に付け、他馬の動向を伺う。直線に入ると、先頭のインファイターをゴール直前に交わし、後続のウォーターリヒトなどを寄せ付けず、初勝利を飾った。次走に陣営は、初の重賞挑戦となる京都2歳ステークスを選択した。単勝オッズは、ギャンブルルームやサトノシュトラーセなどに人気を譲り、8番人気に甘んじた。道中は後方に付け追走する。直線で内側に動かし強襲するが、シンエンペラーやダノンデサイルなどに交わされ4着に敗れた。

### 3歳（2024年）
3歳シーズンは、1勝クラス・つばき賞から始動した。初の1番人気に推されるも、メイショウタバルに逃げ切られ2着。皐月賞のトライアル競走である若葉ステークスでは、先に抜け出したミスタージーティーとホウオウプロサンゲを交わせず3着に敗れた。次走の1勝クラス・ひめさゆり賞は、鞍上に荻野極を迎え、単勝オッズ1.5倍の圧倒的な1番人気に推された。前団に付けた後、4コーナーで先頭に立つと、後続からやって来たキャントウェイトをなんとか退け、2勝目を挙げた。次走の京都新聞杯では、鞍上に武豊を起用。道中から大外を周って先頭勢を追って行ったが、伸び脚を欠き5着に敗れる。休養を挟み、その後は2勝クラスの五頭連峰特別で永島まなみとタッグを組み2着と、三浦皇成と新コンビを組んで挑んだ2勝クラス・木更津特別で勝利。3勝クラス・キセキCでは、アンドレアシュ・シュタルケとコンビを組んで出走。内側の前団に付け、直線に入ると他馬とぶつかりながら、先頭のスズカダブルを追い、最後に差し切りオープン入りを決めた。リゲルステークスは、再び三浦とコンビを組み出走。直線でシャドウフューリーとセッションを必死に追い、差を縮めたものの届かず3着でシーズンを終えた。

### 4歳（2025年）

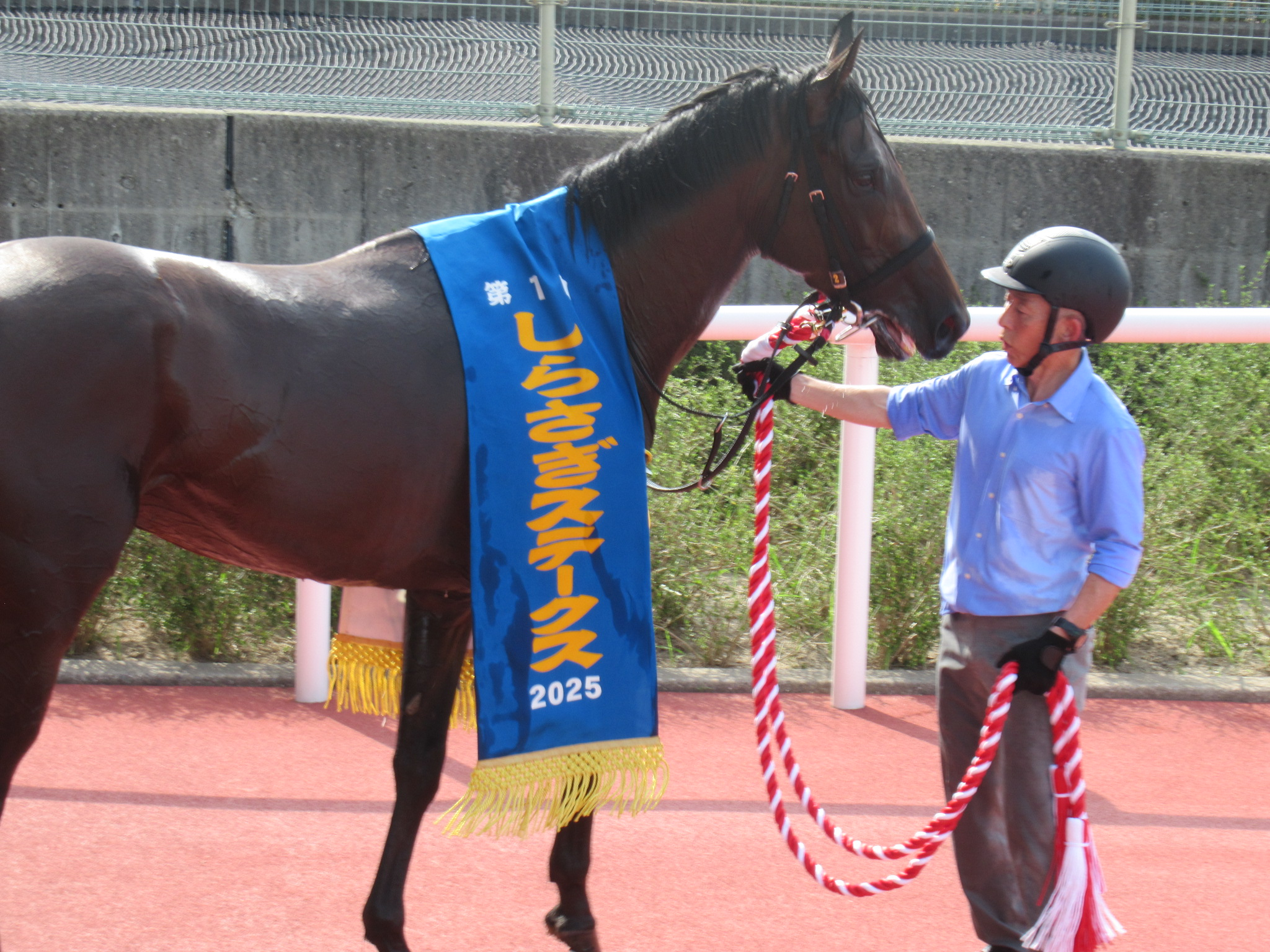
優勝レイをかけられたキープカルムと植野助手

4歳緒戦は、京都金杯を目指していたものの、ハンデ優先がされたため除外。ニューイヤーステークスから始動した。前団に付け、脚を溜めながら走っていたものの、直線で抜け出せず4着。次走の東風ステークスでは、2戦ぶりの1番人気に推された。雨が降り頻る中で始まったレースは、中団に付けて追走したが、重馬場の影響も大きく、直線で伸び無く9着に敗れた。その後は、ダービー卿チャレンジトロフィーに参戦。後方2番手に付けると、直線では内を突いて強襲し、3着となった。
次走は、本年から重賞競走となったしらさぎステークスに参戦。鞍上には坂井瑠星を起用した。一団となってスタートを切ると、道中は中団の内側に付けて脚を溜める。直線を向くと空いたスペースから一気に抜け出し、チェルヴィニアとの競り合いを制して重賞初制覇を飾った。次走には中京記念を選択。鞍上は松山弘平を新コンビとして起用した。道中は後方3番手に付け、相手馬の動向を伺う。直線に入ると外から馬場の真ん中に行き、追走したが先頭集団を交わせず、5着に敗れた。

## 競走成績
以下の内容は、netkeiba.comおよびJBISサーチに基づく。
| 競走日     | 競馬場 | 競走名        | 格   | 距離（馬場）  | 頭 数 | 枠 番 | 馬 番 | オッズ （人気） | 着順 | タイム （上り3F） | 着差 | 騎手          | 斤量 [kg] | 1着馬（2着馬）         | 馬体重 [kg] |
| ---------- | ------ | ------------- | ---- | ------------- | ----- | ----- | ----- | --------------- | ---- | ----------------- | ---- | ------------- | --------- | ---------------------- | ----------- |
| 2023.10.08 | 京都   | 2歳新馬       |      | 芝1800m（良） | 12    | 5     | 6     | 014.30（6人）   | 02着 | R1:47.8（34.9）   | -0.4 | 0岩田望来     | 56        | ジャンタルマンタル     | 492         |
| 0000.11.04 | 京都   | 2歳未勝利     |      | 芝2000m（良） | 8     | 4     | 4     | 004.20（2人）   | 01着 | R2:01.0（33.8）   | -0.2 | 0鮫島克駿     | 56        | （インファイター）     | 490         |
| 0000.11.25 | 京都   | 京都2歳S      | GIII | 芝2000m（良） | 14    | 3     | 3     | 014.80（8人）   | 05着 | R1:59.9（35.2）   | -0.1 | 0鮫島克駿     | 56        | シンエンペラー         | 486         |
| 2024.02.17 | 京都   | つばき賞      | 1勝  | 芝1800m（良） | 9     | 4     | 4     | 002.00（1人）   | 02着 | R1:46.9（33.9）   | -0.0 | 0鮫島克駿     | 57        | メイショウタバル       | 488         |
| 0000.03.16 | 阪神   | 若葉S         | L    | 芝2000m（良） | 9     | 1     | 1     | 003.60（2人）   | 03着 | R1:59.8（34.1）   | -0.1 | 0鮫島克駿     | 57        | ミスタージーティー     | 480         |
| 0000.04.06 | 福島   | ひめさゆり賞  | 1勝  | 芝2000m（良） | 13    | 6     | 8     | 001.50（1人）   | 01着 | R2:00.1（35.2）   | -0.0 | 0荻野極       | 57        | （キャントウェイト）   | 478         |
| 0000.05.04 | 京都   | 京都新聞杯    | GII  | 芝2200m（良） | 15    | 8     | 15    | 008.60（4人）   | 05着 | R2:11.7（33.9）   | -0.5 | 0武豊         | 57        | ジューンテイク         | 484         |
| 0000.08.24 | 新潟   | 五頭連峰特別  | 2勝  | 芝1600m（良） | 16    | 5     | 10    | 003.30（2人）   | 02着 | R1:34.1（32.7）   | -0.1 | 0永島まなみ   | 55        | ワンダイレクト         | 486         |
| 0000.09.22 | 中山   | 木更津特別    | 2勝  | 芝1600m（良） | 13    | 5     | 7     | 004.40（2人）   | 01着 | R1:32.4（33.8）   | -0.3 | 0三浦皇成     | 56        | （ミラビリスマジック） | 484         |
| 0000.10.20 | 京都   | キセキC       | 3勝  | 芝1600m（良） | 17    | 1     | 1     | 002.60（1人）   | 01着 | R1:34.3（34.1）   | -0.1 | 0A.シュタルケ | 56        | （スズカダブル）       | 498         |
| 0000.12.07 | 京都   | リゲルS       | L    | 芝1600m（良） | 13    | 1     | 1     | 002.90（1人）   | 03着 | R1:33.1（33.9）   | -0.2 | 0三浦皇成     | 56        | シャドウフューリー     | 500         |
| 2025.01.13 | 中山   | ニューイヤーS | L    | 芝1600m（良） | 16    | 5     | 10    | 004.40（2人）   | 04着 | R1:32.7（34.6）   | -0.4 | 0三浦皇成     | 56        | トロヴァトーレ         | 488         |
| 0000.03.16 | 中山   | 東風S         | L    | 芝1600m（重） | 12    | 6     | 7     | 003.10（1人）   | 09着 | R1:38.2（38.9）   | -1.0 | 0三浦皇成     | 57        | サイルーン             | 494         |
| 0000.04.05 | 中山   | ダービー卿CT  | GIII | 芝1600m（良） | 13    | 5     | 8     | 014.20（6人）   | 03着 | R1:32.6（33.9）   | -0.2 | 0A.シュタルケ | 56        | トロヴァトーレ         | 490         |
| 0000.06.22 | 阪神   | しらさぎS     | GIII | 芝1600m（良） | 14    | 2     | 2     | 008.00（5人）   | 01着 | R1:33.0（33.4）   | -0.2 | 0坂井瑠星     | 57        | （チェルヴィニア）     | 496         |
| 0000.08.17 | 中京   | 中京記念      | GIII | 芝1600m（良） | 12    | 8     | 11    | 005.30（3人）   | 05着 | R1:32.6（33.3）   | -0.3 | 0松山弘平     | 58        | マピュース             | 496         |

- 競走成績は2025年8月17日現在

## 血統表
| キープカルムの血統          | キープカルムの血統                         | キープカルムの血統                         | （血統表の出典）                           | （血統表の出典）   |
| 父系                        | キングマンボ系（ミスタープロスペクター系） | キングマンボ系（ミスタープロスペクター系） | キングマンボ系（ミスタープロスペクター系） | [ § 2 ]            |
| 父 ロードカナロア 2008 鹿毛 | 父の父キングカメハメハ 2001 鹿毛           | Kingmambo                                  | Mr.Prospector                              | Mr.Prospector      |
| 父 ロードカナロア 2008 鹿毛 | 父の父キングカメハメハ 2001 鹿毛           | Kingmambo                                  | Miesque                                    |                    |
| 父 ロードカナロア 2008 鹿毛 | 父の父キングカメハメハ 2001 鹿毛           | マンファス                                 | ラストタイクーン                           | ラストタイクーン   |
| 父 ロードカナロア 2008 鹿毛 | 父の父キングカメハメハ 2001 鹿毛           | マンファス                                 | Pilot Bird                                 |                    |
| 父 ロードカナロア 2008 鹿毛 | 父の母レディブラッサム 1996 鹿毛           | Storm Cat                                  | Storm Bird                                 | Storm Bird         |
| 父 ロードカナロア 2008 鹿毛 | 父の母レディブラッサム 1996 鹿毛           | Storm Cat                                  | Terlingua                                  |                    |
| 父 ロードカナロア 2008 鹿毛 | 父の母レディブラッサム 1996 鹿毛           | サラトガデュー                             | Cormorant                                  | Cormorant          |
| 父 ロードカナロア 2008 鹿毛 | 父の母レディブラッサム 1996 鹿毛           | サラトガデュー                             | Super Luna                                 |                    |
| 母 ダンスアミーガ 2011 栗毛 | 母の父サクラバクシンオー 1989 鹿毛         | サクラユタカオー                           | テスコボーイ                               | テスコボーイ       |
| 母 ダンスアミーガ 2011 栗毛 | 母の父サクラバクシンオー 1989 鹿毛         | サクラユタカオー                           | アンジェリカ                               |                    |
| 母 ダンスアミーガ 2011 栗毛 | 母の父サクラバクシンオー 1989 鹿毛         | サクラハゴロモ                             | ノーザンテースト                           | ノーザンテースト   |
| 母 ダンスアミーガ 2011 栗毛 | 母の父サクラバクシンオー 1989 鹿毛         | サクラハゴロモ                             | クリアアンバー                             |                    |
| 母 ダンスアミーガ 2011 栗毛 | 母の母ダンスオールナイト 2003 鹿毛         | エルコンドルパサー                         | Kingmambo                                  | Kingmambo          |
| 母 ダンスアミーガ 2011 栗毛 | 母の母ダンスオールナイト 2003 鹿毛         | エルコンドルパサー                         | サドラーズギャル                           |                    |
| 母 ダンスアミーガ 2011 栗毛 | 母の母ダンスオールナイト 2003 鹿毛         | ダンスパートナー                           | サンデーサイレンス                         | サンデーサイレンス |
| 母 ダンスアミーガ 2011 栗毛 | 母の母ダンスオールナイト 2003 鹿毛         | ダンスパートナー                           | ダンシングキイ                             |                    |
| 母系(F-No.)                 | ダンシングキイ(USA)系(FN:7)                | ダンシングキイ(USA)系(FN:7)                | ダンシングキイ(USA)系(FN:7)                | [ § 3 ]            |
| 5代内の近親交配             | Kingmambo 3×4 Northern Dancer 5×5          | Kingmambo 3×4 Northern Dancer 5×5          | Kingmambo 3×4 Northern Dancer 5×5          | [ § 4 ]            |
| 出典                        | 1. 2. 3. 4.                                | 1. 2. 3. 4.                                | 1. 2. 3. 4.                                | 1. 2. 3. 4.        |

- 半妹のカムニャック（父ブラックタイド）は2025年の優駿牝馬・フローラステークスの勝ち馬。
- 母ダンスアミーガは2015年のターコイズステークスの2着馬。その半弟に2018年の小倉サマージャンプを制したヨカグラ。
- そのほかの近親はダンシングキイ#主なファミリーラインを参照。